# Villosa delumbis
Villosa delumbis е вид мида от семейство Unionidae. Видът не е застрашен от изчезване.

## Разпространение и местообитание
Разпространен е в САЩ (Джорджия, Северна Каролина и Южна Каролина).
Обитава пясъчните дъна на сладководни басейни, реки и потоци.